# مجموعة جلوبو
مجموعة جلوبو (بالبرتغالية: Grupo Globo‏) هي مجموعة برازيلية خاصة لوسائل الإعلام مقرها ريو دي جانيرو، البرازيل. تأسست في عام 1925 من قبل إيرينو مارينيو، وهي أكبر مجموعة إعلامية في أمريكا اللاتينية، وواحدة من أكبر التكتلات الإعلامية في العالم.
تشمل أصول مجموعة جلوبو البث المباشر، والإنتاج التلفزيوني والأفلام، وخدمة الاشتراك التلفزيوني المدفوع، وتدفق الوسائط، والنشر، والخدمات عبر الإنترنت.